# سالن ورزشی فورتونا
سالن ورزشی فورتونا یک سالن سرپوشیده چندمنظوره در پراگ، جمهوری چک است که حقوق نام‌گذاری آن در حال حاضر به شرکت شرط‌بندی چکی فورتونا اجاره داده شده است. این سالن در سال ۱۹۶۲ افتتاح شد و ظرفیت اولیه آن ۱۸٬۵۰۰ نفر بود. ظرفیت کنونی آن برای مسابقات هاکی روی یخ ۱۳٬۲۳۸ نفر است. این سالن چهار بار میزبان مسابقات جهانی هاکی روی یخ بین سال‌های ۱۹۷۲ تا ۱۹۹۲ بود. از سال ۱۹۶۲ تا ۲۰۱۵، این سالن خانه تیم اچ سی اسپارتا پرها بود و بین سال‌های ۲۰۱۲ تا ۲۰۱۴ تیم اچ سی لو پراها نیز در آن به میدان می‌رفت.

## تاریخچه
این سالن، واقع در نمایشگاه‌های بوبنچ در محله هولشوویس، در تاریخ ۷ مارس ۱۹۶۲ با نام سالن ورزشی سی‌اس‌تی‌وی و ظرفیت ۱۸٬۵۰۰ نفر (۱۴٬۰۰۰ نفر نشسته) افتتاح شد. نخستین رویداد مهم آن مسابقات جهانی هاکی روی یخ در سال ۱۹۶۲ بود که از تاریخ ۱۴ مارس همان سال آغاز شد. در تاریخ ۱۷ اکتبر ۱۹۶۲، این سالن به میزبان مسابقات خانگی تیم هاکی اچ سی اسپارتا پرها پرداخت و تیم میزبان در اولین بازی، رقیب خود را با نتیجه ۵–۴ شکست داد. در طول دوره فعالیت خود، این سالن میزبان بسیاری از رویدادهای ورزشی مهم بوده است. این سالن چهار بار میزبان مسابقات جهانی هاکی روی یخ بود: در سال‌های ۱۹۷۲، ۱۹۷۸، ۱۹۸۵ و ۱۹۹۲ و سال‌ها میزبان رقابت‌های معتبر سالانه هاکی روی یخ بود. این سالن همچنین میزبان فینال جام دیویس ۱۹۸۰ بود که در آن چکسلواکی ایتالیا را با نتیجه ۴–۱ شکست داد.
در طول تاریخ خود، صدها کنسرت نیز در این سالن برگزار شده است. این سالن به مدت بیش از ۴۰ سال بزرگ‌ترین و مهم‌ترین سالن در چکسلواکی و جمهوری چک بود تا اینکه سالن جدید اوتو آرنا در سال ۲۰۰۴ افتتاح شد. این سالن تا سال ۱۹۹۹ نام سالن ورزشی را حفظ کرد و پس از آن به توافقات نام‌گذاری وارد شد.